# Duncan Laurence
Duncan de Moor, profissionalmente conhecido como Duncan Laurence (Spijkenisse, 11 de abril de 1994), é um cantor holandês que venceu o Eurovision Song Contest 2019 em Tel Aviv, Israel, com a música "Arcade", representando os Países Baixos

## Carreira
Nascido em Spijkenisse, Laurence cresceu em Hellevoetsluis. Ele começou sua carreira musical na Rock Academy em Tilburgo, tocando em várias bandas escolares, incluindo a sua, The Slick and Suited. Formada em 2013, a banda se apresentou no Eurosonic Noorderslag.
Laurence participou da quinta temporada de The Voice of Holland, escolhendo Ilse DeLange como sua mentora. Ele avançou para o Cross Battles / Semi Finals antes de ser eliminado. Ele se formou na Academia Rock em 2017. Ele, com Jihad Rahmouni, escreveu a música "Closer" no duo do K-pop duo do TVXQ em 2018, New Chapter # 1: The Chance of Love.
Em janeiro de 2019, Laurence foi internamente selecionado para representar os Países Baixos no Festival Eurovisão da Canção 2019. Sua música "Arcade" foi revelada pela primeira vez em março de 2019. Em 18 de maio de 2019, Duncan Laurence venceu o evento em Tel Aviv, Israel com 498 pontos de 41 júris internacionais e o voto do público. Os jurados deram-lhe 237 pontos, enquanto o voto do público deu-lhe 261 pontos. Ele terminou 27 pontos à frente da Itália e 123 pontos à frente da Rússia, os dois vice-campeões. Ele é o quinto participante holandês a vencer a competição e o primeiro desde que o Teach-In venceu o Festival Eurovisão da Canção 1975 com a música "Ding-a-dong". Laurence fez uma turnê na Holanda e na Europa no final de 2019 com um concerto também marcado para Amsterdã em março de 2020.
Em 13 de maio de 2023, Duncan Laurence cantou a canção "You'll Never Walk Alone" durante a final do Festival Eurovisão da Canção 2023 em Liverpool.

## Vida pessoal

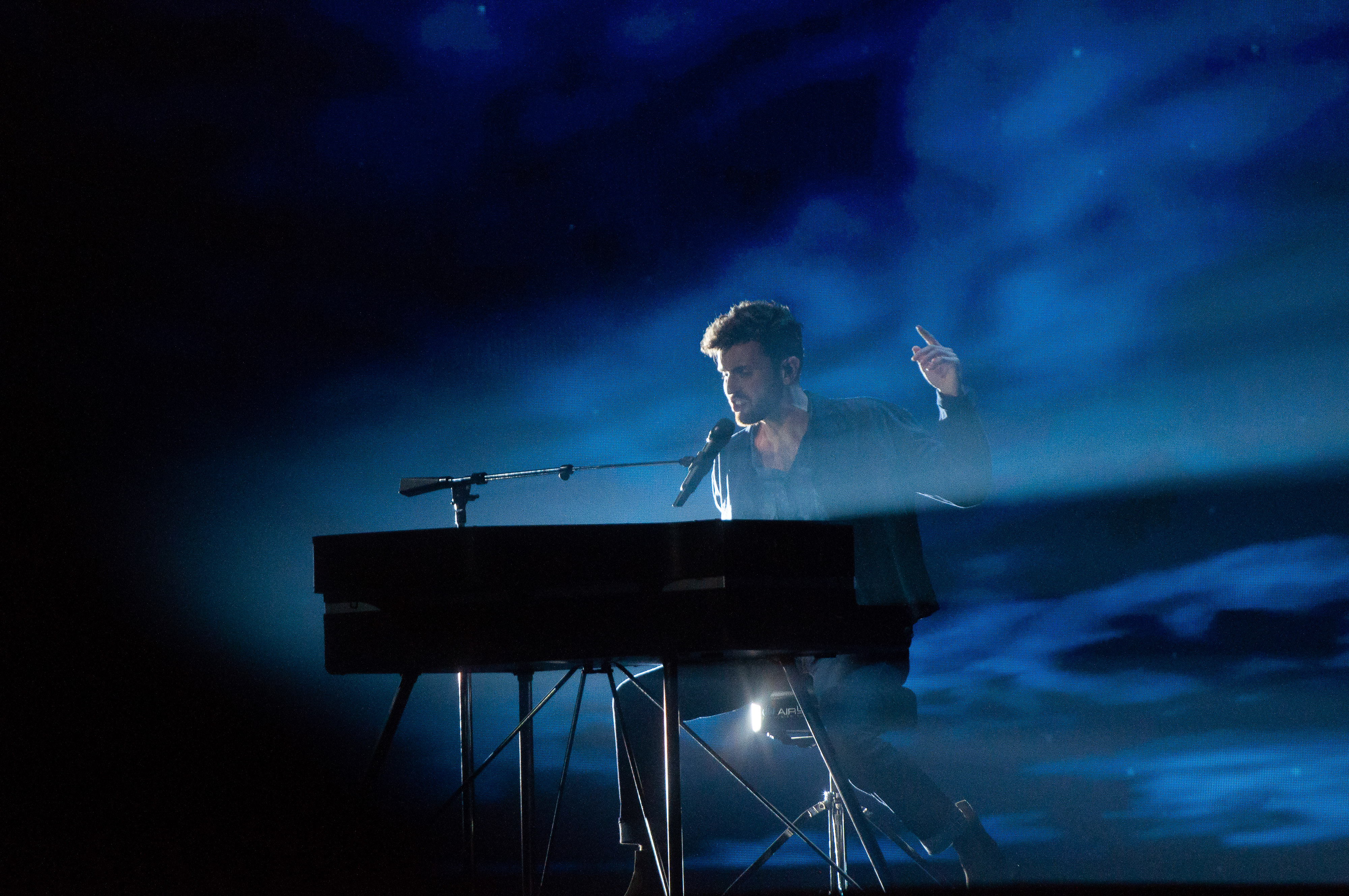

Como declarado em seu Instagram pessoal em outubro de 2018, Laurence se assumiu como bissexual, "Um par de anos atrás". Em uma coletiva de imprensa pouco antes da final da Eurovisão, Laurence afirmou sua sexualidade: "Eu sou mais do que apenas um artista, eu sou uma pessoa, eu sou um ser vivo, sou bissexual, sou músico, defendo as coisas. E estou orgulhoso de ter a chance de mostrar o que sou, quem eu sou". Em junho de 2019, ele confirmou na entrevista com Sergiusz Królak para a Plejada.pl que ele está em um relacionamento com um homem. A 5 de Outubro de 2020, Duncan confirmou que está noivo de seu namorado, o compositor americano Jordan Garfield. Ele mora com seu esposo em Los Angeles, nos Estados Unidos.

## Discografia

### Singles
| Título   | Ano  | Posições do gráfico de pico | Posições do gráfico de pico | Posições do gráfico de pico | Posições do gráfico de pico | Posições do gráfico de pico | Posições do gráfico de pico | Posições do gráfico de pico | Posições do gráfico de pico | Posições do gráfico de pico | Posições do gráfico de pico | Certificações   | Álbum           |
| Título   | Ano  | NLD                         | AUT                         | BEL(FL)                     | DEN                         | GER                         | IRE                         | NOR                         | SWE                         | SWI                         | UK                          | Certificações   | Álbum           |
| -------- | ---- | --------------------------- | --------------------------- | --------------------------- | --------------------------- | --------------------------- | --------------------------- | --------------------------- | --------------------------- | --------------------------- | --------------------------- | --------------- | --------------- |
| "Arcade" | 2019 | 1                           | 22                          | 2                           | 23                          | 26                          | 37                          | 10                          | 6                           | 6                           | 67                          | - NVPI: Platina | Sem álbum único |

### Aparições de convidados
| Título      | Ano  | Outro(s) intérprete(s) | Álbum      |
| ----------- | ---- | ---------------------- | ---------- |
| "Laat Gaan" | 2017 | Sjors van der Panne    | Met Elkaar |

## Prêmios e indicações
| Ano  | Prêmio                  | Categoria   | Resultado |
| ---- | ----------------------- | ----------- | --------- |
| 2019 | Marcel Bezençon Awards  | Press Award | Venceu    |
| 2019 | Eurovision Song Contest | 1º Lugar    | Venceu    |